# Buta-1,3-dien
Buta-1,3-dien (1,3-butadien) je uhlovodík se dvěma konjugovanými dvojnými vazbami v molekule. Tato látka se v průmyslu používá jako výchozí surovina pro výrobu polymerů, zejména styren-butadienového kaučuku a polybutadienu.
Mezinárodní agentura pro výzkum rakoviny (IARC) ho zařadila mezi karcinogeny skupiny 2A.
Uniká do ovzduší ze spalovacích motorů automobilů a jeho zvýšené koncentrace byly naměřeny zejména ve velkých městech s vysokou intenzitou dopravy. Je významná pro fotochemické reakce vedoucí ke vzniku fotochemického smogu.